# Soussey-sur-Brionne
Soussey-sur-Brionne település Franciaországban, Côte-d’Or megyében. Lakosainak száma 158 fő (2022. január 1.). Soussey-sur-Brionne Beurizot, Martrois, Boussey, Éguilly, Gissey-le-Vieil, Grosbois-en-Montagne és Uncey-le-Franc községekkel határos.

## Népesség
A település népessége az elmúlt években az alábbi módon változott:
| Lakosok száma | 128  | 108  | 104  | 125  | 1455 | 147  | 153  | 157  | 158  | 158  |
|               | 1968 | 1982 | 1990 | 2006 | 2013 | 2015 | 2017 | 2019 | 2020 | 2022 |